# Родригес, Франсиско Нуньес
Франсиско Нуньес Родригес (исп. Francisco Núñez Rodríguez; род. 6 апреля 1902, Эль-Ферроль, Испания — 23 января 1972, Мадрид, Испания) — губернатор Испанской Гвинеи в 1962—1965 годах.

## Биография
Он родился в Ферроле и в раннем возрасте поступил на флот. В 1922 году он женился на Марии Луизе Лопес Саконе-и-Ордоньес де Барраикуа, маркизе де Вильяриас.
В 1956 году Родригес получил звание адмирала, а в 1962 году был избран колониальным губернатором Экваториальной Гвинеи. Во время его правления горилла-альбинос Копито де Ньеве была найдена и передана в зоопарк Барселоны. Точно так же во время его мандата колонии была предоставлена автономия, и был достигнут прогресс в процессе деколонизации территории, как это планировалось Организацией Объединенных Наций. С проектом баз об автономии в 1965 году исчезла должность губернатора, и он стал первым верховным комиссаром колонии.
В 1966 году он оставил этот пост и стал капитаном-генералом «Ферроля» и занимал эту должность до 1971 года, когда вернулся в Мадрид, где и умер год спустя, в 1972 году.